# 印西市立永治小学校
印西市立永治小学校（いんざいしりつ えいじしょうがっこう）は、かつて千葉県印西市浦部にあった公立小学校。

## 概要
印西市の西部に位置していた。

## 沿革
- 1873年（明治6年）3月10日 - 平塚学校開設。
- 1873年（明治6年）7月2日 - 浦部・白幡・小倉・亀成の4村を学区とし、本郷の観喜院本堂を仮教場として浦部尋常小学校を開設。
- 1874年（明治7年）1月12日 - 和泉村を学区とし、円光院を仮校舎として和泉尋常小学校を開設。
- 1874年（明治7年）4月 - 西福寺を仮校舎として谷田学校を開設　　その後、神々廻学校と合併。
- 1875年（明治8年）3月 - 浦部尋常小学校を観喜院から観音寺に移転。
- 1885年（明治18年）3月 - 和泉尋常小学校は湖山校の分校となる。
- 1885年（明治18年）5月 - 平塚学校は中村小学校の分校となる。
- 1887年（明治20年）3月 - 村小学校の廃校により、平塚尋常小学校となる。
- 1887年（明治20年）9月15日 - 平塚尋常小学校は、浦部尋常小学校平塚分校となる。和泉尋常小学校は、浦部尋常小学校和泉分校となる。
- 1889年（明治22年） - 谷田小学校は、谷清尋常小学校と改称。
- 1891年（明治24年）7月2日 - 和泉分校が独立して和泉尋常小学校となる。
- 1893年（明治26年）5月18日 - 平塚分校が独立して平塚尋常小学校となる。
- 1896年（明治29年）5月14日 - 浦部尋常小学校に高等科を設け、浦部尋常高等小学校と改称する。
- 1900年（明治33年）10月24日 - 浦部尋常小学校より高等科を分離し、永治高等小学校（修業年限4年）を開校。
- 1908年（明治41年）2月8日 - 浦部、平塚、和泉の3小学校と永治高等小学校を廃し、永治尋常高等小学校を開校。平塚に分校を置く。
- 1913年（大正2年）7月10日 - 谷清尋常小学校を統合して分校とする。
- 1941年（昭和16年）4月1日 - 永治村国民学校と改称。
- 1947年（昭和22年）4月1日 - 永治村立永治小学校と改称。高等科は新制中学校に編入。
- 1954年（昭和29年）12月1日 - 町村合併により印西町立永治小学校と改称。平塚、谷清の2分校は白井村に編入。
- 1996年（平成8年）4月 - 市制施行により、印西市立永治小学校と改称。
- 2017年（平成29年）3月 - 木刈小学校と統合し、廃校。永治小学校の学区は、すべて木刈小学校の学区に変更。

## 学区
印西市浦部、白幡、浦幡新田、小倉、浦部村新田及び高西新田の全部の区域並びに和泉及び発作の各一部の区域

## 進学
- 印西市立印西中学校